# 類戲劇
類戲劇，是1990年代末自台灣開始流行的一種電視劇。採單元劇格式，劇情多描述社會案件，包括較詳細的案件經過，並加上旁白輔佐說明。有時改編自真人具事或民間傳說。而因類戲劇之內容經常呈現人生之悲歡離合、命運無常，出現案例多為比虛構更離奇、使人注目之真實社會案件。

## 名稱
在台灣，這種戲劇曾經被稱為「類主觀電視廣播劇」，但未普及。「類戲劇」一詞常見於媒體報導，電影影評也有使用，學界也有碩士論文將其列為戲劇節目類型之一。就此現象，國立臺北藝術大學戲劇系畢業的女演員陳妍安曾於2018年12月在Facebook发文反對此一名稱。然而該文發表之後，媒體仍然繼續使用該名稱
中國大陸學者林克歡則將耶日·葛羅托斯基的 Paratheatre 譯為「類戲劇」。

## 歷史

### 東方
中國傳統戲劇中，原本就有旁白或說書人角色，也不乏以犯罪奇案為主題的故事。
1993年華視《終結檔案》是第一部這樣的電視劇，但收視率不突出，共播出十三集便結束。至1996年台視的《法醫奇案》才開始帶起流行。

### 西方
由主持人解說的犯罪單元劇在西方電視劇中歷史悠久，如1940年代Boris Karloff的許多節目、1950年代的《陰陽魔界》、1960年代的《Alfred Hitchcock Presents》等等。相較於台灣節目有時在故事中出現鬼魂等東方民間信仰，西方作品中的元素較常被歸類於科幻、奇幻、或恐怖。此外，西方作品中旁白解說的比重通常較低。
其中，1949~1958年播出的《大新聞》也以戲劇化的真實犯罪為題材、讓旁白在貫串全劇輔佐說明、並且各集故事獨立。

## 爭議

### 混淆真實與虛構界線
因類戲劇以演員模擬的方式呈現社會案件，且製作單位有時會對內容加油添醋，故管中祥、黃哲斌等人皆認其混淆新聞與戲劇、真實與虛構之差異，不足取。某些論者亦會以類戲劇比喻濫用模擬畫面或3D動畫的電視新聞及其他影音新聞。

### 過度簡化犯罪原因
因類戲劇對個人犯罪原因多判定僅為個人問題，而非社會結構之問題。

### 侵害隱私權
在台灣首部類戲劇節目《台灣變色龍》中，劇中案件的被害人與加害人皆由實名顯示，此舉曾遭仍在世之1980年代「脫逃大王」林宗輝抗議有侵害隱私之嫌。《台灣變色龍》於1998年8月起改用化名。
三立電視台因《非常告白》播出被害者畫面因此被害者家屬上訴法院，三立辯稱《非常告白》是「新聞評論性節目」。

### 誘發犯罪
部分類戲劇節目將劇中角色之犯罪過程描繪過於詳細，被一些觀眾認為有誘發犯罪之可能。